# Reisinger János (tanár)
Reisinger János (Magyaróvár, 1802. augusztus 7. – Pest, 1868. február 25.) bölcseleti doktor, királyi tanácsos, kegyes tanítórendi áldozópap és egyetemi tanár. 

## Élete
1819. október 9-én lépett a rendbe Privigyén, ahol 1820–21-ben növendékpap volt; 1822–23-ban Temesvárt grammatikát tanított; 1824–25-ben Vácon bölcseletet tanult és doktorrá avatták. 1826-ban Nyitrán, 1827-ben Szentgyörgyön teológiát tanult és 1826. október 7-én Esztergomban miséspappá szentelték. 1828–29-ben Temesvárt gimnáziumi tanár a grammatikai osztályban, 1830–40-ben a történelem tanára Szegeden. 1841. január 5-én a pesti egyetem történelemtanárának nevezték ki. 1849-ben Pesten nyugalomban élt. 1850-től 1864-ig a pesti egyetemen ismét a történelem rendes tanáraként két ízben volt a bölcseleti kar dékánja és 1863-tól a tanárvizsgáló bizottság tagja. 1865-ben nyugalomba vonult, és ez alkalomból megkapta a királyi tanácsos címet. 
Cikke a Figyelőben (1839. 13., 19. sz. R. történeti táblái ügyében).

## Művei
- Eventus Memorabiles Historiae Universalis, serie chronologica in VII tabulis ad usum auditorum suorum indicati. Szeged (1839), ívrét
- Állítások a közönséges történetből, melyeket a m. kir. egyetemben mélt. és főt. bölcsészeti kar elnökének és ugyanazon tanszék igazgatójának helybenhagyásával Reisinger János a történetek tanára előadásaiból. Pest, 1846